# Archéochimie
Ne doit pas être confondu avec Archimie.
L'archéochimie est la discipline de la chimie appliquée au contexte archéologique.

## Exemples d'étude

### Jarres et amphores
Un archéochimiste peut être amené à réaliser une analyse chimique sur des jarres, des amphores ou des tessons enterrés. La présence d'acide tartrique et/ou de résines (de pin ou de pistachier, comme dans le retsina) indiquerait que ces récipients anciens contenaient du vin. Cette étude permet notamment de mieux connaître le commerce du vin à l'époque considérée.

### Urine présente dans le sol
La concentration dans le sol en espèces chimiques issues de l'urine a ainsi été utilisée pour la première fois en 2019 pour étudier le site d'Aşıklı Höyük. Elle a permis de montrer que durant tout le millénaire d'occupation du site, environ 1 800 humains et animaux d'élevage se trouvaient chaque jour sur le site.